# Linia kolejowa 64 Pécs – Bátaszék
Linia kolejowa Pécs – Bátaszék – linia kolejowa na Węgrzech. Jest to linia jednotorowa, w całości niezelektryfikowana. Łączy stację Pecz z Bátaszék. Obecnie wyłączona z ruchu.

## Historia
Linia kolejowa została otwarta w 1911 roku.